# Elizabeth Berkley
Elizabeth Berkley (ur. 28 lipca 1972 w Farmington Hills) – amerykańska aktorka telewizyjna, filmowa i teatralna.

## Wczesne lata
Przyszła na świat w rodzinie żydowskiej jako córka Jere i Freda Berkleyów. Ma starszego brata Jasona. Mając pięć lat pobierała lekcje tańca w Detroit Dance Company, pojawiła się w klasycznej inscenizacji baletowej Jezioro łabędzie z muzyką Piotra Czajkowskiego. Ukończyła do North Farmington High School w Farmington Hills i uczęszczała do Calabasas High School w Calabasas, w hrabstwie Los Angeles. W wieku trzynastu lat rozpoczęła pracę jako modelka dla prestiżowej agencji Elite. Ukończyła studia na wydziale literatury angielskiej na Uniwersytecie Kalifornijskim w Los Angeles (UCLA).

## Kariera
W 1983 występowała w musicalach, śpiewanych również w języku włoskim. Swoją przygodę na małym ekranie rozpoczęła od gościnnego występu w dwóch sitcomach NBC – Gimme a Break! (1986) z Matthew Lawrence’em i Rosie O’Donnell oraz Srebrne łyżeczki (Silver Spoons, 1986) z Matthew Perrym. Popularność zdobyła jako Jessica „Jessie” Myrtle Spano w sitcomie NBC Byle do dzwonka (Saved by the Bell, 1989-93). Pojawiła się także w serialu Słoneczny patrol (Baywatch, 1992), sitcomie ABC Krok za krokiem (Step by Step, 1992) z Suzanne Somers i Patrickiem Duffym i Raven (1992) u boku Jeffreya Meeka.
Debiutowała na dużym ekranie w dramacie Molly i Gina (Molly & Gina, 1994) z udziałem Frances Fisher i Petera Fondy. Jej kreacja Nomi Malone, dziewczyny z nieciekawą przeszłością, która wyrusza autostopem na podbój Las Vegas, zostaje tancerką lap dance w klubie Cheetah, a następnie gwiazdą rewii klubu Stardust w dramacie erotycznym Paula Verhoevena Showgirls (1995) zebrała złe recenzje i przyniosła dwie Złote Maliny dla najgorszej nowej gwiazdy i najgorszej aktorki, a w 2000 była dwukrotnie nominowana do Złotej Maliny dla najgorszej nowej gwiazdy dekady i najgorszej aktorki stulecia.
W 1994 użyczyła głosu w anglojęzycznej wersji japońskiego anime Armitage III, gdzie dubbingowała główną bohaterkę, androidkę Naomi Armitage. Zagrała w komedii Zmowa pierwszych żon (The First Wives Club, 1996) z Bette Midler, Goldie Hawn i Diane Keaton, komedio-dramacie Prawdziwa blondynka (The Real Blonde, 1997) u boku Maxwella Caulfielda i Matthew Modine’a, niezależnym dreszczowcu Poborca (Taxman, 1998) z Joem Pantolianem, dramacie sportowym Olivera Stone’a Męska gra (Any Given Sunday, 1999) u boku Ala Pacino, Cameron Diaz i Dennisa Quaida, komedii kryminalnej Woody’ego Allena Klątwa skorpiona (The Curse of the Jade Scorpion, 2001) oraz komedii noir Lawirant (Roger Dodger, 2002) z Isabellą Rossellini i Jennifer Beals.
W 1999 zagrała na londyńskiej scenie w roli Honey Bruce w sztuce Lenny u boku Eddiego Izzarda. W 2004 pojawiła się także na Broadwayu jako pani Truckle w spektaklu Sly Fox z Richardem Dreyfussem. W 2005 zastąpiła Catherine Kellner w roli Bonnie na Off-Broadwayu w przedstawieniu Davida Rabe’a Zamęt albo harmider (Hurlyburly) z Ethanem Hawkiem.
Wystąpiła w serialach CBS: Kryminalne zagadki Las Vegas (CSI: Crime Scene Investigation, 2003), Bez śladu (Without A Trace, 2004), Threshold (2005) i Kryminalne zagadki Miami (CSI: Miami, 2008) jako Julia Winston, ex-dziewczyna Horatio Caine’a (David Caruso) oraz ABC Nowojorscy gliniarze (NYPD Blue, 2000) i NBC Prawo i bezprawie (Law & Order: Criminal Intent, 2006).

## Życie prywatne
W kwietniu 2000 związała się z aktorem, artystą malarzem i projektantem mody Gregiem Laurenem, za którego wyszła za mąż 1 listopada 2003 w Esperanza Resort w Cabo San Lucas w Meksyku. Berkley oficjalnie zmieniła nazwisko na Elizabeth Berkley Lauren; jednak wciąż używa nazwiska panieńskiego. 5 marca 2012 ogłosiła, że spodziewa się pierwszego dziecka latem. Berkley 8 dni przed swoimi 40. urodzinami, 20 lipca 2012 urodziła syna Sky'a Cole’a.

## Filmografia

### Filmy
- 1991: Na fali (Point Break)
- 1995: Showgirls jako Nomi Malone
- 1996: Armitage III jako Naomi Armitage (głos)
- 1996: Zmowa pierwszych żon (The First Wives Club) jako Phoebe LaVelle
- 1997: Prawdziwa blondynka (The Real Blonde) jako Tina
- 1999: Męska gra (Any Given Sunday) jako Mandy Murphy
- 2001: Klątwa skorpiona (The Curse of the Jade Scorpion) jako Jill
- 2003: Czynnik kontroli (Control Factor) jako Karen Bishop
- 2007: Czarna wdowa (Black Widow) jako Olivia Whitfield / Grace Miller
- 2009: S. Darko jako Trudy

### Seriale TV
- 1986: Gimme a Break! jako Dziewczyna nr 1
- 1989–1993: Byle do dzwonka (Saved by the Bell) jako Jessica „Jessie” Myrtle Spano
- 1990: Dzień za dniem (Life Goes On) jako Selena
- 1992: Słoneczny patrol (Baywatch) jako Courtney Bremmer
- 1992: Krok za krokiem (Step by Step) jako Lisa Morgan
- 1994: Diagnoza morderstwo jako Shannon Thatcher
- 1994: Prawo Burke’a jako Heather Charles
- 2000: Jack i Jill (Jack & Jill) jako Gabi
- 2000: Nowojorscy gliniarze (NYPD Blue) jako Nicole Graf
- 2001–2002: Tragikomiczne wypadki z życia Titusa (Titus) jako Shannon
- 2003: Kryminalne zagadki Las Vegas (CSI: Crime Scene Investigation) jako Renée, piankowa tancerka
- 2004: Bez śladu (Without A Trace) jako Post-Makeover Lynette Shaw
- 2005: Threshold jako Christine Polchek
- 2006: Prawo i bezprawie (Law & Order: Criminal Intent) jako Danielle Quinn
- 2008–2009: Kryminalne zagadki Miami (CSI: Miami) jako Julia Winston
- 2009: Słowo na L jako Kelly Wentworth
- 2013: Dancing with the Stars w roli samej siebie
- 2014: Melissa i Joey jako dr Kathryn Miller
- 2016: Jess i chłopaki jako Becky Cavatappi